# AFC Solidarity Cup 2016
Navigation
Édition suivante
L' AFC Solidarity Cup 2016 est la première édition de l'AFC Solidarity Cup, un tournoi international de football. Elle a eu lieu entre le 2 et le 15 novembre 2016 en Malaisie,,.
Le tournoi est créé par la Confédération asiatique de football en remplacement de l'AFC Challenge Cup qui a été joué pour la dernière fois en 2014.
Neuf équipes étaient admissibles pour participer à cette édition inaugurale : six équipes étaient admissibles après avoir perdu au premier tour des éliminatoires de la Coupe du monde 2018 tandis que les trois équipes étaient admissibles après avoir perdu en play-off du deuxième tour des qualifications pour la Coupe d'Asie des nations 2019. Après le retrait du Pakistan et du Bangladesh, seules sept équipes sont en compétition.
Le tournoi a lieu à Kuching, au Sarawak Stadium et au Sarawak State Stadium.

## Équipes qualifiées
Les six équipes qualifiées après avoir perdu au premier tour des éliminatoires de la Coupe du monde 2018 sont les suivantes :
- Macao
- Mongolie
- Brunei
- Pakistan
- Népal
- Sri Lanka

Les trois équipes qualifiées après avoir perdu lors des play-offs qualificatifs pour la Coupe d'Asie 2019 sont les suivantes :
- Perdant Play-off 2.1:  Laos
- Perdant Play-off 2.2:  Bangladesh
- Perdant Play-off 2.3:  Timor oriental

## Tirage
Le tirage a eu lieu le 8 septembre 2016 à 15 heures (UTC+8), au siège de l'AFC à Kuala Lumpur, en Malaisie,.
Les têtes de série sont désignées grâce au classement FIFA du mois d'août 2016. Comme le tirage au sort a eu lieu avant les play-off du deuxième tour de la Coupe d'Asie des nations 2019, le nom des trois équipes restantes ainsi que le nombre d'équipes qui pourraient entrer dans la compétition n'étaient pas connus au moment du tirage.
Le Pakistan et le Bangladesh déclarent forfait après le tirage au sort. Étant donné que le Bhoutan ne souhaite pas participer à la compétition, avant le tirage au sort, pour s'assurer que chaque groupe a un minimum de 4 équipes, le perdant du Play-off 2.2 est assigné au Groupe A, en 5e position.
| Mode de qualification                                                              | Pot   | Équipe         | Classement FIFA |
| ---------------------------------------------------------------------------------- | ----- | -------------- | --------------- |
| Perdants du premier tour des éliminatoires de la Coupe du monde 2018               | Pot 1 | Nepal          | 188             |
| Perdants du premier tour des éliminatoires de la Coupe du monde 2018               | Pot 1 | Sri Lanka      | 193             |
| Perdants du premier tour des éliminatoires de la Coupe du monde 2018               | Pot 2 | Pakistan       | 194             |
| Perdants du premier tour des éliminatoires de la Coupe du monde 2018               | Pot 2 | Macau          | 195             |
| Perdants du premier tour des éliminatoires de la Coupe du monde 2018               | Pot 3 | Brunei         | 198             |
| Perdants du premier tour des éliminatoires de la Coupe du monde 2018               | Pot 3 | Mongolia       | 202             |
| Perdants du deuxième tour des qualifications pour la Coupe d'Asie des nations 2019 | Pot 4 | Laos           | 177             |
| Perdants du deuxième tour des qualifications pour la Coupe d'Asie des nations 2019 | Pot 4 | Bangladesh     | 183             |
| Perdants du deuxième tour des qualifications pour la Coupe d'Asie des nations 2019 | Pot 4 | Timor oriental | 186             |

## Effectifs
Chaque association nationale doit présenter une liste de 18 à 23 joueurs, trois de ces joueurs devant être des gardiens de but.

### Groupe A

#### Népal
| N° | Pos. | Joueur             | Date Naissance    | Club                  |
| -- | ---- | ------------------ | ----------------- | --------------------- |
| 1  | G    | Bikesh Kuthu       | 24 juin 1993      | Nepal Army Club       |
| 2  | D    | Rabin Shrestha     | 17 mai 1991       | Népal Police Club     |
| 3  | D    | Biraj Maharjan     | 18 novembre 1990  | Three Star Club       |
| 4  | D    | Ananta Tamang      | 17 janvier 1998   | Marbella United FC    |
| 5  | D    | Deepak Gurung      |                   |                       |
| 6  | D    | Aditya Chaudhary   | 19 avril 1996     | Népal Police Club     |
| 7  | M    | Bimal Gharti Magar | 26 janvier 1998   | Marbella United FC    |
| 8  | M    | Bishal Rai         | 6 juin 1993       | Manang Marsyangdi     |
| 9  | M    | Ranjan Bista       | 15 mai 1998       | Népal Police Club     |
| 10 | A    | Anil Gurung        | 23 septembre 1988 | Manang Marsyangdi     |
| 11 | M    | Gurung Heman       | 27 février 1996   | Himalayan Sherpa Club |
| 12 | M    | Bikram Lama        | 23 février 1989   | Persepam Madura Utama |
| 13 | D    | Kamal Shrestha     |                   |                       |
| 14 | M    | Anjan Bista        | 15 mai 1998       | Népal Police Club     |
| 15 | M    | Sujal Shrestha     | 5 février 1992    | Manang Marsyangdi     |
| 16 | G    | Kiran Kumar Limbu  | 20 mars 1990      | Manang Marsyangdi     |
| 17 | A    | Suman Lama         |                   | Sankata Boys SC       |
| 18 | A    | Nawayug Shrestha   | 26 janvier 1990   | Nepal Army Club       |
| 19 | D    | Devendra Tamang    |                   |                       |
| 20 | G    | Bishal Shrestha    | 12 septembre 1992 |                       |
| 21 | A    | Bharat Khawas      | 16 avril 1992     | Nepal Army Club       |
| 22 | M    | Rajendra Rawal     |                   | Armed Police Force    |
| 23 | D    | Ranjit Dhimal      | 4 avril 1991      | Manang Marsyangdi     |

Sélectionneur :  Koji Gyotoku

#### Brunei
| N° | Pos. | Joueur                      | Date Naissance    | Club           |
| -- | ---- | --------------------------- | ----------------- | -------------- |
| 1  | G    | Wardun Yussof               | 14 septembre 1981 | DPMM FC        |
| 2  | D    | Afi Aminuddin               | 9 octobre 1991    | Indera SC      |
| 3  | D    | Khairil Shahme Suhaimi      | 16 avril 1993     | Tabuan U21     |
| 4  | D    | Fakharrazi Hassan           | 15 juillet 1989   | DPMM FC        |
| 5  | A    | Razimie Ramlli              | 6 août 1990       | MS ABDB        |
| 6  | M    | Azwan Saleh                 | 8 janvier 1988    | DPMM FC        |
| 7  | M    | Nur Ikhmal Damit            | 5 mars 1993       | Indera SC      |
| 8  | M    | Baharin Hamidon             | 8 novembre 1987   | MS ABDB        |
| 9  | M    | Faiq Jefri Bolkiah (c)      | 9 mai 1998        | Leicester City |
| 10 | A    | Abdul Azizi Ali Rahman      | 17 janvier 1987   | MS ABDB        |
| 11 | D    | Najib Tarif                 | 5 février 1988    | DPMM FC        |
| 12 | M    | Maududi Hilmi Kasmi         | 5 février 1989    | DPMM FC        |
| 13 | M    | Rosmin Kamis                | 17 juin 1981      | DPMM FC        |
| 14 | M    | Azwan Ali Rahman            | 11 janvier 1992   | DPMM FC        |
| 15 | M    | Asnawi Syazni Abdul Aziz    | 16 juin 1996      | Tabuan U21     |
| 16 | D    | Hairol Azaman Shah Abdullah | 16 novembre 1980  | Kasuka FC      |
| 17 | M    | Shafie Effendy              | 4 août 1995       | Tabuan U21     |
| 18 | G    | Ishyra Asmin Jabidi         | 9 juillet 1998    | Tabuan U21     |
| 19 | G    | Tarmizi Johari              | 26 décembre 1983  | MS ABDB        |
| 20 | A    | Adi Said                    | 15 octobre 1990   | DPMM FC        |
| 21 | D    | Yusof Mat Yassin            | 12 mars 1985      | MS ABDB        |
| 22 | A    | Mohd Shahrazen Said         | 14 décembre 1985  | DPMM FC        |
| 23 | M    | Helmi Zambin                | 30 mars 1987      | DPMM FC        |

Sélectionneur :  Kwon Oh-son

#### Timor oriental
| N° | Pos. | Joueur           | Date Naissance    | Club             |
| -- | ---- | ---------------- | ----------------- | ---------------- |
| 1  | G    | Aderito          | 15 mai 1997       | AS Ponta Leste   |
| 3  | D    | Ade              | 2 juin 1995       | AS Ponta Leste   |
| 4  | D    | Filipe           | 14 mai 1995       | FC D.I.T.        |
| 5  | D    | Victor           | 5 décembre 1997   | AS Académica     |
| 6  | D    | Armindo          |                   |                  |
| 7  | M    | Maria            | 28 octobre 1997   | SLB Laulara      |
| 8  | M    | Olegario         | 24 octobre 1994   | AS Académica     |
| 9  | A    | Rufino Gama      | 20 juin 1998      | AS Académica     |
| 10 | A    | Henrique         | 6 décembre 1997   | FC D.I.T.        |
| 11 | M    | Nataniel Reis    | 25 mars 1995      | Carsae FC        |
| 12 | G    | Adi              | 10 août 1986      | Carsae FC        |
| 13 | A    | Ricardo Maia     | 21 juillet 1991   |                  |
| 14 | D    | Ricky            | 17 juin 1994      | SLB Laulara      |
| 16 | A    | Silveiro Garcia  | 2 avril 1994      | AS Ponta Leste   |
| 19 | M    | Lopés            | 4 février 1987    | Karketu Dili FC  |
| 20 | G    | Fagio            | 29 avril 1997     | FC Porto Taibesi |
| 21 | A    | Kefi             | 27 janvier 1997   | FC D.I.T.        |
| 22 | D    | Nelson           | 24 décembre 1999  | Karketu Dili FC  |
| 23 | M    | José Fonseca (c) | 19 septembre 1994 | FC D.I.T.        |

Sélectionneur :  Fábio Joaquim Maciel da Silva

### Groupe B

#### Sri Lanka
| N° | Pos. | Joueur                                     | Date Naissance   | Club                  |
| -- | ---- | ------------------------------------------ | ---------------- | --------------------- |
| 1  | G    | Ruwan Prabath Arunasiri                    | 19 juin 1993     | Air Force SC          |
| 2  | A    | Subash Madushan Ponweera Arachchilaga Don  | 31 mai 1990      | Navy SC               |
| 3  | D    | Asikur Rahuman                             | 31 décembre 1993 | Pelicans SC           |
| 4  | A    | Amith Kumara Herath Mudiyanselage          | 16 décembre 1990 | Solid SC Anuradhapura |
| 5  | D    | Dumidu Wasanthaka Hettiarachchige          | 9 mai 1983       | Saunders SC Colombo   |
| 6  | M    | Afeel Mohamed                              | 9 juillet 1996   |                       |
| 7  | A    | Johar Mohamed Zarwan                       | 23 avril 1996    | Java Lane             |
| 8  | D    | Wijesiri Sanka                             | 28 décembre 1984 | Sri Lanka Army        |
| 9  | A    | Niresh Sundararaj                          | 15 avril 1998    | Saunders SC Colombo   |
| 10 | M    | Mohamed Cassim Rifnas                      | 9 janvier 1995   | Renown SC Colombo     |
| 11 | A    | Liyana Arachchilage Nipuna Dewinda Bandara | 17 juin 1991     | Air Force SC          |
| 12 | D    | Chameera Sajith                            | 29 janvier 1993  | Sri Lanka Army        |
| 13 | A    | Sanjeewa Edirisuriya                       | 6 juillet 1991   | Sri Lanka Army        |
| 14 | M    | Danushka Manusanka Kasthuri Arachchige     | 4 avril 1997     | Colombo SC            |
| 15 | M    | Dananju Madushan                           | 16 novembre 1993 | Sri Lanka Army        |
| 16 | D    | Rathnayake Warakagoda                      | 13 octobre 1986  | Renown SC Colombo     |
| 17 | M    | Kavindu Ishan                              | 17 octobre 1992  | Air Force SC          |
| 18 | A    | Chalana Chameera                           | 10 janvier 1993  | Navy SC               |
| 19 | D    | Yamanalage Lakshitha Jayathunga            |                  |                       |
| 20 | M    | Edison Figurado                            |                  | Solid SC Anuradhapura |
| 21 | G    | Kaveesh Lakpriya                           |                  |                       |
| 22 | G    | Sujan Perera                               | 18 juillet 1992  | Eagles Malé           |
| 23 | D    | Sunil Roshan                               | 6 juillet 1993   |                       |

Sélectionneur :  Dudley Lincoln Steinwall

#### Macao
| N° | Pos. | Joueur                   | Date Naissance    | Club           |
| -- | ---- | ------------------------ | ----------------- | -------------- |
| 1  | G    | Ho Man Fai               | 24 avril 1993     | CD Monte Carlo |
| 2  | D    | Lei Ka Him               | 16 août 1991      | Lai Chi        |
| 4  | G    | Lam Chi Pang             |                   |                |
| 6  | D    | Lao Pak Kin              | 24 mai 1984       | Tak Chun Ka I  |
| 7  | D    | Chan Man                 | 4 octobre 1993    | SC Olhanense   |
| 8  | M    | Cheang Cheng Ieong Paulo | 18 août 1984      | CD Monte Carlo |
| 9  | A    | Leong Ka Hang            | 22 novembre 1992  | Pegasus FC     |
| 10 | A    | Niki Torrão              | 18 novembre 1987  | Benfica        |
| 11 | M    | Lam Ka Seng              | 28 mai 1994       | Macao U23      |
| 12 | M    | Lee Keng Pan             | 28 février 1990   | Tak Chun Ka I  |
| 13 | D    | Kam Chi Hou              | 4 avril 1995      | Macao U23      |
| 14 | D    | Kou Ut Cheong            | 21 mai 1992       | Chao Pak Kei   |
| 15 | M    | Cheong Hoi San           | 28 juin 1998      | Macao U23      |
| 16 | M    | Ho Chi Fong              | 30 septembre 1994 | CD Monte Carlo |
| 17 | M    | Kong Cheng Hou           | 2 août 1986       | Tak Chun Ka I  |
| 19 | M    | Sio Ka Un                | 16 mars 1992      | Lai Chi        |
| 20 | D    | Choi Weng Hou            | 4 juillet 1992    | Chao Pak Kei   |
| 21 | M    | Pang Chi Hang            | 3 novembre 1993   | Lai Chi        |
| 22 | G    | Lo Weng Hou              |                   | Macao U23      |
| 23 | A    | Lei Kam Hong             | 4 mai 1988        | Benfica        |

Sélectionneur :  Tam Iao San

#### Mongolie
| N° | Pos. | Joueur                  | Date Naissance    | Club              |
| -- | ---- | ----------------------- | ----------------- | ----------------- |
| 1  | G    | Ariunbold Batsaikhan    | 3 avril 1990      | Erchim            |
| 2  | D    | Tuguldur Galt           | 1er juin 1995     | Erchim            |
| 3  | D    | Turbat Daginaa          | 31 juillet 1992   | Khoromkhon        |
| 4  | D    | Oyunbaatar Otgonbayar   | 9 avril 1993      | Khoromkhon        |
| 5  | M    | Purevdorj Erdenebat     | 10 février 1994   |                   |
| 6  | M    | Murun Altankhuyag       | 21 septembre 1989 | Macva Sabac       |
| 7  | A    | Naranbold Nyam-Osor     | 22 février 1992   | Khoromkhon        |
| 8  | A    | Gankhuyag Ser-Od-Yan    | 6 septembre 1994  | Khangarid Erdenet |
| 9  | A    | Oyunbaatar Mijiddorj    | 22 août 1996      | Khangarid Erdenet |
| 10 | M    | Bayarjargal Oyunbat     | 16 août 1989      |                   |
| 11 | A    | Batbilguun Ganbaatar    | 25 août 1990      | Erchim            |
| 12 | D    | Davaajav Battur         | 21 mai 1990       | Erchim            |
| 13 | M    | Jansyerik Maratkhan     |                   |                   |
| 14 | M    | Baljinnyam Batmunkh     |                   |                   |
| 15 | A    | Gal-Erdene Soyol-Erdene | 16 mars 1996      | Erchim            |
| 16 | M    | Sundorj Janchiv         | 1er août 1994     | Erchim            |
| 17 | D    | Erkhembayar Batmunkh    | 28 juillet 1981   | Erchim            |
| 18 | M    | Mönkh-Erdeniin Tögöldör | 8 mai 1995        | Erchim            |
| 19 | M    | Ulsbold Altanzul        |                   |                   |
| 20 | D    | Bilguun Ganbold         | 2 février 1983    | Erchim            |
| 21 | G    | Enkhtaivan Munkherdene  |                   |                   |
| 23 | G    | Enkhbayar Otgonpurev    |                   |                   |

Sélectionneur :  Toshiaki Imai

#### Laos
| N° | Pos. | Joueur                      | Date Naissance   | Club                        |
| -- | ---- | --------------------------- | ---------------- | --------------------------- |
| 1  | G    | Chintana Souksavath         | 20 juillet 1990  | Lao Toyota FC               |
| 2  | M    | Santi Somphoupheth          | 2 décembre 1997  | National University of Laos |
| 3  | D    | Khamphanh Sonthanalay       | 31 octobre 1997  |                             |
| 4  | D    | Khamphoumy Hanevilay        | 2 décembre 1990  | CSC Champa                  |
| 5  | A    | Souksavanh Somsanith        | 3 juin 1995      |                             |
| 6  | D    | Saynakhonevieng Phommapanya | 28 octobre 1988  | Lao Toyota FC               |
| 7  | M    | Phatthana Syvilay           | 4 avril 1990     | Lao Toyota FC               |
| 8  | M    | Keoviengpheth Lithideth     | 30 novembre 1992 | Ezra FC                     |
| 9  | A    | Sittideth Khanthavong       | 2 septembre 1994 | Lao Toyota FC               |
| 10 | D    | Thenthong Phonsettha        | 30 janvier 1993  | Lao Toyota FC               |
| 11 | M    | Sisawad Dalavong            |                  |                             |
| 12 | M    | Phouthone Innalay           | 10 octobre 1993  | Lao Army FC                 |
| 13 | G    | Vieng Akhom Vilavong        |                  | Electricité du Laos         |
| 14 | D    | Bounlien Bounpachack        | 10 décembre 1994 | Electricité du Laos         |
| 15 | D    | Thipphachanh Inthavong      |                  |                             |
| 16 | M    | Khouanta Sivongthong        | 10 février 1992  | Lao Toyota FC               |
| 17 | D    | Kanya Kounvongsa            | 28 mai 1990      | Lanexang United             |
| 19 | M    | Chanthaphone Waenvongsoth   | 4 novembre 1994  | Electricité du Laos         |
| 20 | D    | Moukda Souksavath           | 14 juillet 1989  | Lao Toyota FC               |
| 21 | A    | Sangvone Phimmasen          | 16 novembre 1989 | IDSEA Champasak United      |
| 22 | M    | Vongdalasene Sayoulasouk    | 16 décembre 1990 | Lao Toyota FC               |
| 23 | A    | Xaisongkham Champathong     | 19 mai 1993      | Lao Police FC               |

Sélectionneur :  Valakone Phomphakdy

## Phase de groupes
Le tournoi a un format qui ne change pas en dépit des forfaits du Pakistan et du Bangladesh : les sélections sont réparties dans deux groupes, dont les deux premiers se qualifient pour les demi-finales. Les demi-finales et la finale sont jouées sur un seul match.

Règle de départage
Les équipes ont été classées suivant leur nombre de points (3 points pour une victoire, 1 point pour un match nul, 0 point pour une défaite). En cas d'égalité de points, les critères pour les départager sont appliqués dans l'ordre suivant:
1. Plus grand nombre de points obtenus dans les matches de groupes entre les équipes concernées;
2. Différence de buts des matches de groupes entre les équipes concernées;
3. Plus grand nombre de buts marqués dans les matches de groupe entre les équipes concernées;
4. Si, après l'application des critères 1 à 3, les équipes sont encore à égalité de classement, les critères 1 à 3 sont à nouveau appliqués exclusivement aux matches entre les équipes concernées afin de déterminer leur classement final. Si cette procédure ne permet pas d'aboutir à une décision, les critères 5 à 9 s'appliquent;
5. La différence de buts dans tous les matches du groupe;
6. Plus grand nombre de buts marqués dans tous les matches du groupe;
7. Tirs au but si seulement deux équipes sont impliquées et qu'elles se rencontrent lors du dernier match du groupe;
8. Plus petit score calculé selon le nombre de cartons jaunes et de cartons rouges reçus dans les matches de groupe (1 point pour un seul carton jaune, 3 points pour un carton rouge à la suite de deux cartons jaunes, 3 points pour un carton rouge direct, 4 points pour un carton jaune suivi par un carton rouge direct);
9. Tirage au sort.

Les horaires indiqués sont les horaires locaux soit (UTC+8).

### Groupe A
| Rang | Équipe         | Pts     | J       | G       | N       | P       | Bp      | Bc      | Diff    |  | Résultats (▼ dom., ► ext.) | Drapeau du Népal |     |     |
| ---- | -------------- | ------- | ------- | ------- | ------- | ------- | ------- | ------- | ------- |  | -------------------------- | ---------------- | --- | --- |
| 1    | Népal          | 4       | 2       | 1       | 1       | 0       | 3       | 0       | +3      |  | Népal                      |                  | 3-0 | 0-0 |
| 2    | Brunei         | 3       | 2       | 1       | 0       | 1       | 4       | 3       | +1      |  | Brunei                     |                  |     | 4-0 |
| 3    | Timor oriental | 1       | 2       | 0       | 1       | 1       | 0       | 4       | -4      |  | Timor oriental             |                  |     |     |
| '    | Bangladesh     | Forfait | Forfait | Forfait | Forfait | Forfait | Forfait | Forfait | Forfait |  |                            |                  |     |     |
| '    | Pakistan       | Forfait | Forfait | Forfait | Forfait | Forfait | Forfait | Forfait | Forfait |  |                            |                  |     |     |

| Remplaçants :                              |
| Azwan Rahman 59e , Hamidon 71e , Damit 79e |

| Remplaçants :                       |
| Henrique 46e , Lopés 64e , Reis 79e |

| Remplaçants :                              |
| Azwan Rahman 59e , Hamidon 71e , Damit 79e |

| Remplaçants :                       |
| Henrique 46e , Lopés 64e , Reis 79e |

| Remplaçants :                     |
| Garcia 46e , Ade 57e , Victor 87e |

| Remplaçants :             |
| Khawas 61e , A.Gurung 77e |

| Remplaçants :                     |
| Garcia 46e , Ade 57e , Victor 87e |

| Remplaçants :             |
| Khawas 61e , A.Gurung 77e |

| Remplaçants :                      |
| Bista 80e , Rawal 83e , S.Lama 88e |

| Remplaçants :                                |
| Abdul Rahman 46e , Hamidon 51e , Suhaimi 62e |

| Remplaçants :                      |
| Bista 80e , Rawal 83e , S.Lama 88e |

| Remplaçants :                                |
| Abdul Rahman 46e , Hamidon 51e , Suhaimi 62e |

### Groupe B
| Rang | Équipe    | Pts | J | G | N | P | Bp | Bc | Diff |  | Résultats (▼ dom., ► ext.) |  |     |     |     |
| ---- | --------- | --- | - | - | - | - | -- | -- | ---- |  | -------------------------- |  | --- | --- | --- |
| 1    | Macao     | 7   | 3 | 2 | 1 | 0 | 7  | 3  | +4   |  | Macao                      |  | 4-1 | 2-1 | 1-1 |
| 2    | Laos      | 6   | 3 | 2 | 0 | 1 | 6  | 5  | +1   |  | Laos                       |  |     | 3-0 | 2-1 |
| 3    | Mongolie  | 3   | 3 | 1 | 0 | 2 | 3  | 5  | -2   |  | Mongolie                   |  |     |     | 2-0 |
| 4    | Sri Lanka | 1   | 3 | 0 | 1 | 2 | 2  | 5  | -3   |  | Sri Lanka                  |  |     |     |     |

| Remplaçants :           |
| Zarwan 65e , Sajith 73e |

| Remplaçants :                                |
| Champathong 59e , Dalavong 66e , Innalay 78e |

| Remplaçants :           |
| Zarwan 65e , Sajith 73e |

| Remplaçants :                                |
| Champathong 59e , Dalavong 66e , Innalay 78e |

| 3 novembre 2016 | Macao                   | 2 - 1   | Mongolie     | Sarawak Stadium, Kuching                |                                         |
| 19:30 UTC+8     | Torrão 14e · Torrão 75e | (1 - 1) | Tögöldör 29e | Spectateurs : 90 Arbitrage : Jansen Foo | Spectateurs : 90 Arbitrage : Jansen Foo |
| 19:30 UTC+8     | Feuille de match        |         |              | Spectateurs : 90 Arbitrage : Jansen Foo | Spectateurs : 90 Arbitrage : Jansen Foo |

| 6 novembre 2016 | Laos             | 1 - 4   | Macao                                         | Sarawak Stadium, Kuching                  |                                           |
| 16:30 UTC+8     | Sonthanalay 3e   | (1 - 1) | Lao 21e · Leong 67e · Torrão 79e · Torrão 87e | Spectateurs : 67 Arbitrage : Kim Woo-sung | Spectateurs : 67 Arbitrage : Kim Woo-sung |
| 16:30 UTC+8     | Feuille de match |         |                                               | Spectateurs : 67 Arbitrage : Kim Woo-sung | Spectateurs : 67 Arbitrage : Kim Woo-sung |

| 6 novembre 2016 | Mongolie                                    | 2 - 0   | Sri Lanka | Sarawak State Stadium, Kuching                          |                                                         |
| 19:30 UTC+8     | Nyam-Osor 50e (pen.) · Nyam-Osor 66e (pen.) | (0 - 0) |           | Spectateurs : 226 Arbitrage : Muhammad Nazmi Nasaruddin | Spectateurs : 226 Arbitrage : Muhammad Nazmi Nasaruddin |
| 19:30 UTC+8     | Feuille de match                            |         |           | Spectateurs : 226 Arbitrage : Muhammad Nazmi Nasaruddin | Spectateurs : 226 Arbitrage : Muhammad Nazmi Nasaruddin |

| 9 novembre 2016 | Sri Lanka        | 1 - 1   | Macao    | Sarawak State Stadium, Kuching             |                                            |
| 19:30 UTC+8     | Ishan 5e         | (1 - 0) | Choi 86e | Spectateurs : 93 Arbitrage : Payam Heidari | Spectateurs : 93 Arbitrage : Payam Heidari |
| 19:30 UTC+8     | Feuille de match |         |          | Spectateurs : 93 Arbitrage : Payam Heidari | Spectateurs : 93 Arbitrage : Payam Heidari |

| 9 novembre 2016 | Mongolie         | 0 - 3   | Laos                                                      | Sarawak Stadium, Kuching                        |                                                 |
| 19:30 UTC+8     |                  | (0 - 2) | Khanthavong 7e (pen.) · Sivongthong 21e · Champathong 83e | Spectateurs : 321 Arbitrage : Saoud Ali Al-Abda | Spectateurs : 321 Arbitrage : Saoud Ali Al-Abda |
| 19:30 UTC+8     | Feuille de match |         |                                                           | Spectateurs : 321 Arbitrage : Saoud Ali Al-Abda | Spectateurs : 321 Arbitrage : Saoud Ali Al-Abda |

## Phase à élimination directe
Dans la phase à élimination directe, les prolongations et les tirs au but ont été utilisés pour déterminer le vainqueur si nécessaire.
|  | Demi-finales     | Demi-finales     | Demi-finales     | Demi-finales     |                               |       | Finale           | Finale           | Finale           | Finale           |
|  |                  |                  |                  |                  |                               |       |                  |                  |                  |                  |
|  | 12 novembre 2016 | 12 novembre 2016 | 12 novembre 2016 | 12 novembre 2016 |                               |       | 15 novembre 2016 | 15 novembre 2016 | 15 novembre 2016 | 15 novembre 2016 |
|  | Népal tab        | Népal tab        | 2 (3)            | 2 (3)            |                               |       | 15 novembre 2016 | 15 novembre 2016 | 15 novembre 2016 | 15 novembre 2016 |
|  | Népal tab        | Népal tab        | 2 (3)            | 2 (3)            |                               |       | 15 novembre 2016 | 15 novembre 2016 | 15 novembre 2016 | 15 novembre 2016 |
|  | Laos             | Laos             | 2 (0)            | 2 (0)            |                               |       | 15 novembre 2016 | 15 novembre 2016 | 15 novembre 2016 | 15 novembre 2016 |
|  | Laos             | Laos             | 2 (0)            | 2 (0)            | Népal                         | Népal | 1                | 1                |                  |                  |
|  | 12 novembre 2016 |                  |                  |                  | Népal                         | Népal | 1                | 1                |                  |                  |
|  |                  |                  | Macao            | Macao            | 0                             | 0     |                  |                  |                  |                  |
|  | Macao tab        | Macao tab        | Macao            | Macao            | 0                             | 0     | 1 (4)            | 1 (4)            |                  |                  |
|  | Macao tab        | Macao tab        |                  |                  |                               |       |                  | 1 (4)            |                  |                  |
|  | Brunei           | Brunei           | 1 (3)            | 1 (3)            |                               |       |                  |                  |                  |                  |
|  | Brunei           | Brunei           | 1 (3)            | 1 (3)            | Match pour la troisième place |       |                  |                  |                  |                  |
|  |                  |                  |                  |                  |                               |       |                  |                  |                  |                  |
|  | 14 novembre 2016 |                  |                  |                  |                               |       |                  |                  |                  |                  |
|  | Laos             | Laos             | 3                | 3                |                               |       |                  |                  |                  |                  |
|  | Laos             | Laos             | 3                | 3                |                               |       |                  |                  |                  |                  |
|  | Brunei           | Brunei           | 2                | 2                |                               |       |                  |                  |                  |                  |
|  | Brunei           | Brunei           | 2                | 2                |                               |       |                  |                  |                  |                  |

### Demi-finales
| Remplaçants :          |
| Heman 90e , Rawal 112e |

| Remplaçants :                                     |
| Khanthavong 54e , Innalay 70e , Waenvongsoth 106e |

| Remplaçants :          |
| Heman 90e , Rawal 112e |

| Remplaçants :                                     |
| Khanthavong 54e , Innalay 70e , Waenvongsoth 106e |

| Remplaçants :                   |
| Torrão 46e , Lee 82e , Sio 119e |

| Remplaçants :                             |
| Johari 57e , Abdul Aziz 69e , Ramlli 120e |

| Remplaçants :                   |
| Torrão 46e , Lee 82e , Sio 119e |

| Remplaçants :                             |
| Johari 57e , Abdul Aziz 69e , Ramlli 120e |

### Match pour la troisième place
| Remplaçants :                                |
| Phonsettha 46e , Innalay 57e , Phimmasen 71e |

| Remplaçants :                                    |
| Azwan Rahman 58e , Azaman 68e , Abdul Rahman 86e |

| Remplaçants :                                |
| Phonsettha 46e , Innalay 57e , Phimmasen 71e |

| Remplaçants :                                    |
| Azwan Rahman 58e , Azaman 68e , Abdul Rahman 86e |

### Finale
| 15 novembre 2016 | Népal                    | 1 - 0   | Macao | Sarawak Stadium, Kuching                    |                                             |
| 19:30 UTC+8      | S.Shrestha (Khawas ) 29e | (1 - 0) |       | Spectateurs : 157 Arbitrage : Payam Heidari | Spectateurs : 157 Arbitrage : Payam Heidari |
| 19:30 UTC+8      | Feuille de match         |         |       | Spectateurs : 157 Arbitrage : Payam Heidari | Spectateurs : 157 Arbitrage : Payam Heidari |

| NEPAL           |    |                    |  |       |
|                 |    |                    |  |       |
| G               | 16 | Kiran Kumar Limbu  |  |       |
| D               | 2  | Rabin Shrestha     |  |       |
| D               | 3  | Biraj Maharjan     |  |       |
| D               | 4  | Ananta Tamang      |  |       |
| D               | 6  | Aditya Chaudhary   |  |       |
| M               | 7  | Bimal Gharti Magar |  |       |
| M               | 12 | Bikram Lama        |  |       |
| M               | 14 | Anjan Bista        |  | 89e   |
| M               | 15 | Sujal Shrestha     |  | 90+2e |
| A               | 18 | Nawayug Shrestha   |  |       |
| A               | 21 | Bharat Khawas      |  |       |
| Remplaçants :   |    |                    |  |       |
| A               | 10 | Anil Gurung        |  | 90+2e |
| A               | 17 | Suman Lama         |  | 89e   |
|                 |    |                    |  |       |
| Sélectionneur : |    |                    |  |       |
| Koji Gyotoku    |    |                    |  |       |

| MACAO         |    |                          |     |     |
|               |    |                          |     |     |
| G             | 1  | Ho Man Fai               | 16e |     |
| D             | 2  | Lei Ka Him               |     |     |
| D             | 6  | Lao Pak Kin              |     | 85e |
| D             | 7  | Chan Man                 | 76e |     |
| M             | 8  | Cheang Cheng Ieong Paulo |     |     |
| M             | 11 | Lam Ka Seng              | 6e  |     |
| M             | 15 | Cheong Hoi San           |     | 46e |
| M             | 17 | Kong Cheng Hou           |     |     |
| M             | 21 | Pang Chi Hang            |     | 54e |
| A             | 9  | Leong Ka Hang            |     |     |
| A             | 10 | Niki Torrão              |     |     |
| Remplaçants : |    |                          |     |     |
| M             | 12 | Lee Keng Pan             |     | 46e |
| D             | 13 | Kam Chi Hou              |     | 85e |
| A             | 23 | Lei Kam Hong             |     | 54e |
| Entraineur :  |    |                          |     |     |
| Tam Iao San   |    |                          |     |     |

## Vainqueur
| Vainqueur de l'AFC Solidarity Cup 2016: Népal Premier titre |

## Trophées individuels
Les prix suivants ont été remis à la fin du tournoi:
| Meilleur buteur     | Meilleur joueur | Prix du fair-play |
| ------------------- | --------------- | ----------------- |
| Mohd Shahrazen Said | Leong Ka Hang   | Laos              |

## Buteurs
4 buts
- Xaisongkham Champathong
- Mohd Shahrazen Said
- Niki Torrão

2 buts
- Azwan Ali Rahman
- Khamphanh Sonthanalay
- Sitthideth Khanthavong
- Leong Ka Hang
- Naranbold Nyam-Osor
- Bimal Magar

1 but
- Adi Said
- Keoviengpheth Lithideth
- Khouanta Sivongthong
- Moukda Souksavath
- Choi Weng Hou
- Lao Pak Kin
- Mönkh-Erdeniin Tögöldör
- Ananta Tamang
- Bharat Khawas
- Nawayug Shrestha
- Sujal Shrestha
- Asikur Rahuman
- Kavindu Ishan